# Sauternesviner
Sauternesviner är söta, vita viner från appellationen Sauternes i distriktet Graves i vinregionen Bordeaux i sydvästra Frankrike. Appellationen Sauternes omfattar kommunen Sauternes, samt kommunerna Barsac, Preignac, Bommes och Fargues. Barsac, som ligger på andra sidan av den lilla floden Ciron, är också en egen appellation för viner av samma typ, och kan således välja att skriva Barsac eller Sauternes på flaskorna.
Vindruvorna tillåts angripas av ädelröta som gör att druvorna torkar ut genom att det skyddande skalet blir perforerat. När de sedan jäser bildas alkoholstarka, söta viner som i Sverige oftast avnjuts till söta desserter. Sauternes är huvudsakligen gjort på druvsorten Sémillon, med en mindre andel av Sauvignon Blanc, och ibland även Muscadelle. Vinerna är vanligen fatlagrade. 
På grund av sitt läge nära floden Garonne, där den mindre Ciron rinner ut, är distriktet väl lämpat för framställning av ädelsöta viner. På hösten stiger dimmor från floden och lägger ett fuktigt lock över vingårdarna vilket möjliggör utvecklingen av ädelröta. Sémillon är den viktigaste druvan på grund av sin förmåga att utveckla den karaktäristiska ädelrötan. Druvorna plockas eller sorteras i princip en och en hos de mest kvalitetsmedvetna producenterna, en mycket arbetskrävande process som är en viktig delförklaring till att många sauternesviner är mycket dyra.

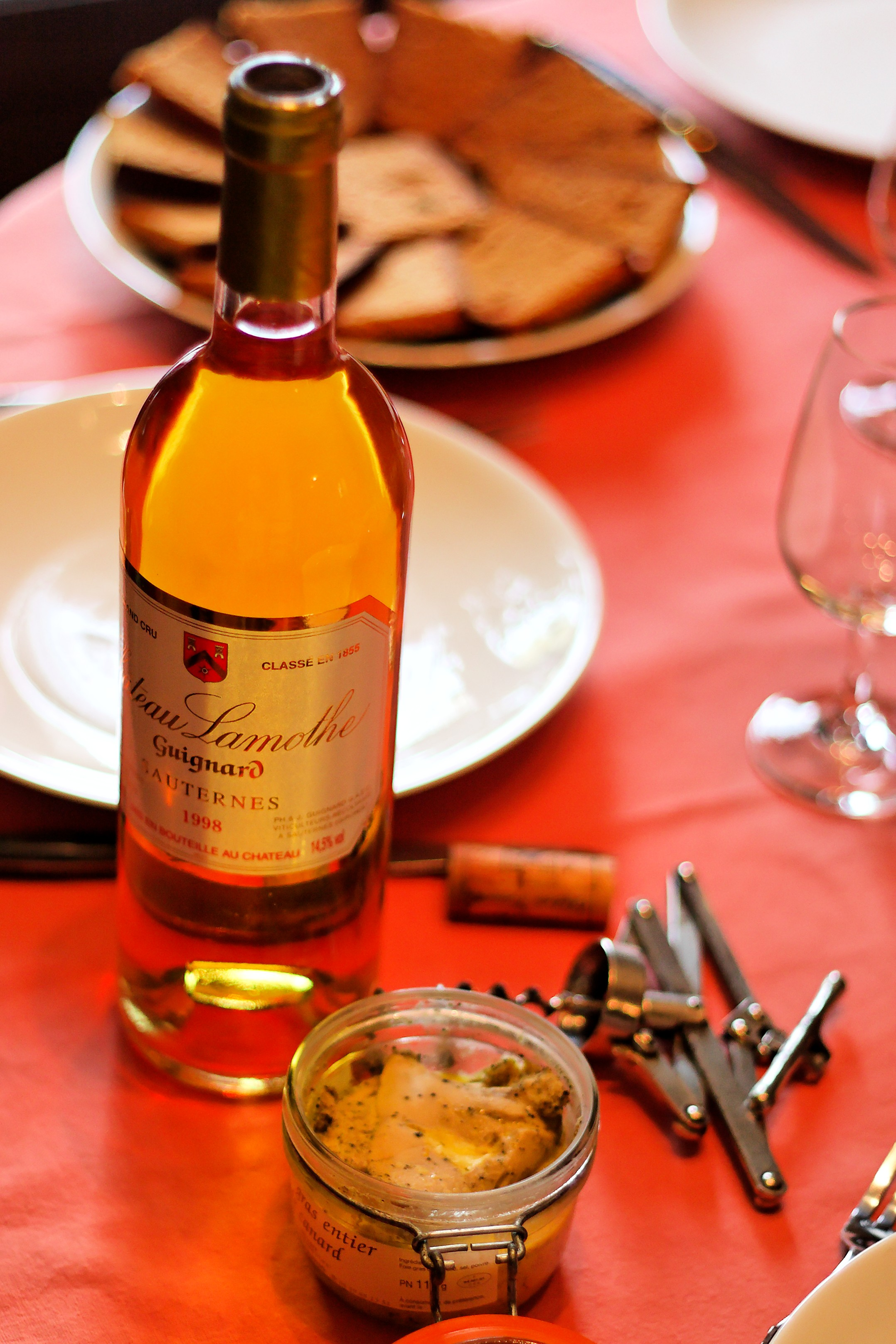
Sauternes och foie gras.

Sauternes var en del av 1855 års klassificering av Bordeauxviner. Sauternesslotten klassades i tre nivåer: Premier Cru Superieur, Premier Cru och Second Cru. Château d'Yquem var det enda slott som tilldelades klassningen Premier Cru Superieur och det räknas därför som det förnämsta vinet från Sauternes, och är också det dyraste.  Vinernas tillverkningskostnad är relativt hög eftersom plockarna plockar från samma ranka fem till sju gånger, för att varje varv enbart plocka de druvor som redan har angripits av röta.
Sauternesvinerna är goda som aperitif, men klassiska matkombinationer är gås- och anklever samt mögelostar.